# ＃SINGING
「#SINGING」（シンギング）は、新しい地図 join ミュージックの楽曲。2018年12月12日にワーナーミュージック・ジャパンからAmazon Music、iTunes Store、レコチョクにて配信開始された。

## 解説
今まで配信された作品は「新しい地図」として発表していたが、今作から「新しい地図 join ミュージック」名義で発表し、初作品となる。
配信日から放映開始した、Amazon MusicのTV-CMソング。国内初となるTV-CMは、「新しい地図 join ミュージック」が「#SINGING」を歌うレコーディング風景をスタイリッシュな映像で切り取った内容となっている。
同時にTV-CMと連動した「#SINGING」のミュージック・ビデオ（short ver.）も新しい地図オフィシャルウェブサイト、Amazon特設サイト内にて公開されている。TV-CMだけでは映し出せなかった3人の姿も垣間見ることができるミュージック・ビデオとなっている。
作詞・作曲は当時15歳のトラックメイカーのSASUKEが担当。3人の歌声にぴったりの疾走感あるサウンドと、「ずっと歌っていたい」というポジティブな歌詞が特徴である。歌い、踊り、楽曲制作も行うマルチな新進気鋭の才能と「新しい地図 join ミュージック」のコラボレーションが実現した。
今作からAmazon Music Unlimitedにて独占ストリーミング配信をスタート。「#SINGING」他、過去の作品である「72」、「雨あがりのステップ」、「KISS is my life.」、そして同年12月21日に配信された稲垣吾郎のソロ配信曲「SUZUNARI」、計5曲が独占ストリーミング配信された。また、メンバーがおすすめ楽曲を紹介するHOLIDAY SONGS プレイリスト「Selected by 新しい地図 join ミュージック」も同日配信された。

## 収録曲
1. #SINGING [4:04]
  - 作詞・作曲・編曲:SASUKE
  - Amazon Music TV-CMソング